# Abby-Mae Parkinson
Abby-Mae Parkinson, née le 30 juillet 1997, est une cycliste professionnelle anglaise. Elle met un terme à sa carrière le 31 décembre 2022 après avoir roulé notamment pour l'équipe cycliste Lotto Dstny Ladies sur route, et l'équipe Trinity Racing en cyclo-cross.
Sa mère Lisa Brambani est une ancienne coureuse cycliste qui a remporté une médaille d'argent dans la course sur route aux Jeux du Commonwealth de 1990.
Parkinson a participé aux mondiaux sur route de 2016, terminant à la 79e place,.

## Biographie
Parkinson a fréquenté la Bradford Grammar School de l'âge de sept ans jusqu'à l'obtention d'un diplôme de niveau A en biologie, géographie et éducation physique.

## Classements mondiaux
| Année                                 | 2017 | 2018 | 2019 | 2020 | 2021 |
| ------------------------------------- | ---- | ---- | ---- | ---- | ---- |
| Classement UCI                        | 263e | 428e | 365e | 415e | 855e |
| UCI World Tour                        | 145e | 145e | 169e | 145e | nc   |
|                                       |      |      |      |      |      |
| Légende : nc = non classéSource : UCI |      |      |      |      |      |